# 教育与职业
《教育与职业》是由中共中央统一战线工作部主管，中华职业教育社主办的刊物。《教育与职业》杂志社由中华职业教育社举办，是全国政协办公厅直属事业单位。

## 简介
1917年10月20日，《教育与职业》杂志由黄炎培创刊。起初在上海。自第192期（1940年）起，受抗日战争影响，迁到重庆出版，第201期（1946年）后迁回上海，直至1949年12月共出208期。《教育与职业》杂志开创了中国系统性宣传职业教育的先河。早期内容主要包括介绍欧美及日本职业教育发展模式，中国职业教育界开展职业学校教育、职业补习教育、农村教育、职业指导、女子职业教育的理论和实践，记录中华职业教育社的工作。该杂志还推出过“新学制职业教育”、“职业指导”、“农村教育”、“补习教育”等40多期专号。抗日战争全面爆发后，该杂志与中华职业教育社创办的《救国通讯》、《国讯》杂志共同将工作重心转向“配合抗战、发展战力”宣传中华职业教育社及其他社会名人的抗日主张，发表战时补习教育及伤残职业教育实施办法的系列文章，并继续报道中华职业教育社的职业教育活动。
1982年底，中华职业教育社正式复社。在孙起孟、王艮仲等该社老领导的关怀下，1985年5月《教育与职业》杂志在上海复刊，后来迁到北京。胡耀邦为复刊题词“重放光彩”。复刊后的《教育与职业》杂志在中共中央统一战线工作部和中华职业教育社的直接领导下，继续坚持“倡导、研究和推行职业教育，沟通教育与职业”的宗旨，刊登了许多关于职业教育理论和实践探索典型的文章。截至2017年11月，杂志已出版发行902期，每半月出刊。在由北京大学图书馆等机构共同评选的中文核心期刊目录中，《教育与职业》杂志一直被列入，也是统一战线唯一一本全国中文核心期刊。在2014年版北京大学中文核心期刊遴选中，《教育与职业》杂志被评为职业技术教育自学类核心期刊第一名。

## 历任领导

### 1917年至1949年
主编
- 第1-17期（1917年10月—1920年2月）：蒋梦麟、顾树森
- 第18-24期（1920年3月—12月）：顾树森、俞泰临
- 第25-40期（1921年1月—1922年12月）：王志莘
- 第41-70期（1923年1月—1925年11月）：秦翰才
- 第71-87期（1926年1月—1927年8月）：邹恩润、秦翰才
- 第88-89期（1927年9月—10月）：潘文安、邹恩润、秦翰才
- 第90-97期（1927年11月—1928年8月）：潘文安、邹恩润
- 第98-109期（1928年9月—1929年11月）：廖世承、潘文安
- 第110-121期（1930年1月—1931年2月）：黄炎培、廖世承、潘文安
- 第122-148期（1931年3月—1933年9月）：郑文汉
- 第149-152期（1933年10月—1934年2月）：何清儒、郑文汉
- 第153期（1934年3月）：郑文汉
- 第154-189、190合刊（1934年4月—1937年12月）：何清儒、郑文汉
- 第192-193期（1939年6月—1941年3月）：陈选善、何清儒、孙运仁
- 第194-196期（1941年4月—12月）：何清儒、孙运仁
- 第197期（1943年1月）：何清儒、孙运仁、张若嘉
- 第198期（1943年5月）：孙运仁、张若嘉
- 第199期（1944年3月）：潘菽、孙运仁
- 第200期（1945年5月）：杨卫玉
- 第201-204期（1946年12月—1948年10月）：何清儒、孙运仁、麦伯祥
- 第205、206合刊-208期（1949年6月—12月）：钟道赞、田乃钊[5]

### 1985年至今
| 社长 - 孙起孟（1985年—？，中华职业教育社副理事长兼） - 黄大能（？—？，中华职业教育社副理事长兼） - 张怀西（？—？，中华职业教育社副理事长兼） - 李重庵（？—？，中华职业教育社副理事长兼） 副社长 - 王艮仲（1985年—？，中华职业教育社副理事长兼） - 邱惠霖（？—？，中华职业教育社总干事兼） - 陈广庆（？—？，中华职业教育社总干事兼） - 韩晓光（？—？，中华职业教育社副总干事兼） 名誉社长 - 黄大能（？—？，中华职业教育社名誉副理事长兼） 顾问 - 王明达（？—？） - 陶西平（？—？） | 主编 - 高祖文（1985年—？） 总编辑 - 陈广庆（？—？，副社长兼） - 韩晓光（？—？，副社长兼） |